# 김승욱 (1997년)
김승욱(1997년 11월 18일 ~ )은 대한민국의 배우이다.

## 연기 활동

### 영화
- 2002년 일단 뛰어
- 2007년 어머니는 죽지 않는다 : 어린 최호 2 역

### TV 드라마
- 2004년 SBS 《토지》 : 어린 최환국 역
- 2007년 MBC 《고맙습니다》 : 동자승 역